# Henchir Mettich

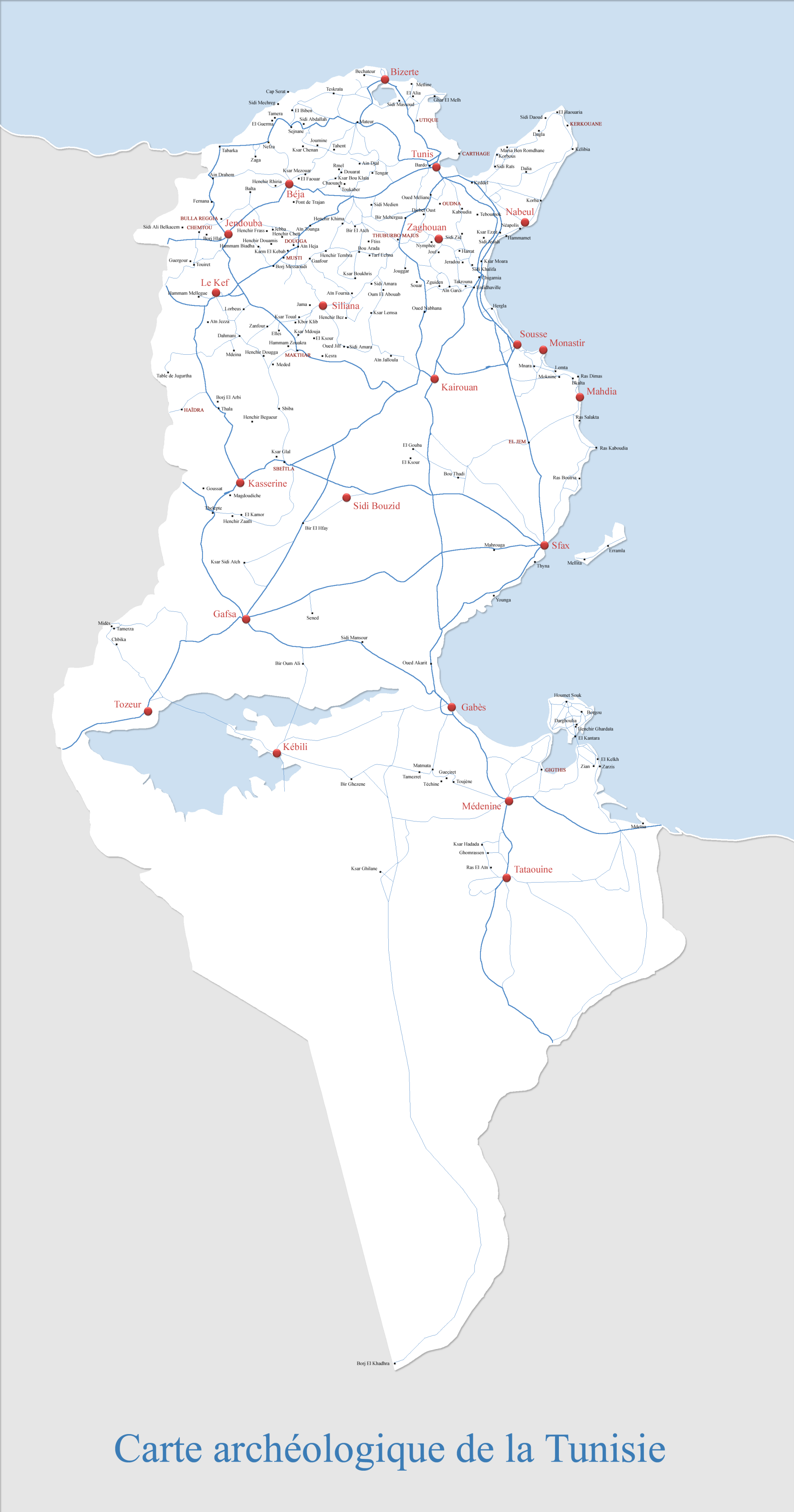
Carte archéologique de la Tunisie

Henchir Mettich est une ville de la région de la vallée de Bagradas en Tunisie, à environ 50 km à l'ouest de la cité antique de Carthage. La zone autour de Henchir Mettich est  un district semi-aride de collines pour la plupart arides (environ 400 mm-500 mm de précipitations par an), dont certaines sont  couvertes d' oliviers .
L'endroit est connu pour l' inscription Lex Manciana qui y a été découverte, .

## Histoire
À l' époque romaine , cette partie du Maghreb était plus fertile et abritait une population importante. À la suite de la troisième guerre punique la région a été incorporée à l' Afrique proconsulaire de l' empire romain. Les Romains trouvèrent une région  réputée pour sa productivité . En raison de sa  fertilité agricole, la région compta de nombreux domaines impériaux, dont Henchir Mettich Mapalia Siga.
On sait par des vestiges épigraphiques  que l'agglomération alors connue sous le nom de  Villamagna in Proconsulari  Villa Magna Variana, ou Mappalia Siga  ) avait le statut de coloni , . L'inscription Lex manciana trouvée dans la ville était une loi romaine relative à ces domaines.
Tout au long de son existence, la ville a été gouvernée par des dirigeants catholiques romains, ariens vandales et orthodoxes de Byzance . À la fin du VIIe siècle la ville cesse de faire partie de la chrétienté à la suite de la conquête musulmane du Maghreb .